# 拝金主義
拝金主義（はいきんしゅぎ、英:money worship）とは、金銭を無上のものとして崇拝すること。拝金主義者を批難する言葉として「守銭奴」であるとか、「金の亡者」がある。また、「経済至上主義者」とは必ずしも一致しない。
現代の多くの人が無意識に拝金主義者になっている。それは年収が人の判断基準になり結婚の条件として引き合いに出されたり、お金持ちになることそのものを目標としたりすることなどに表れている。
前近代から批判される傾向にあり、西晋の風刺文学『銭神論』（3世紀末）が挙げられる（郭彰も参照）。現代ではそれに対応してお金に対する話題を過度に避ける傾向もみられる。